# Trivium (banda)
Trivium es una banda de Metalcore procedente de Orlando, Estados Unidos. La banda se formó en el año 1999. Tres años después lanzaron un demo que les ayudó a acordar un contrato con Lifeforce, donde lanzaron su álbum debut Ember to Inferno. Más tarde firmaron con Roadrunner Records y lanzaron Ascendancy. Mientras que sus dos primeros álbumes fueron de metalcore, desarrollaron un sonido más cercano al thrash metal en los dos siguientes, The Crusade y Shogun. En su álbum In Waves han adoptado un estilo mucho más personal, mostrando una combinación de los estilos que ha trabajado con anterioridad. El grupo ha vendido más de un millón de álbumes en todo el mundo.

## Historia

### Formación yEmber To Inferno(1999-2004)
El grupo se formó en el año 1999. Durante el concurso de talentos del Lake Brantley High School, Matt Heafy interpretó una versión del tema «No Leaf Clover» de Metallica. Ese día, el vocalista Brad Lewter conoció a Heafy y le propuso hacer una prueba para entrar en su banda. Se reunieron en la casa del batería Travis Smith y tocaron «For Whom the Bell Tolls» de Metallica. Impresionados por su habilidad, lo aceptaron en el grupo. El nombre que eligieron fue "Trivium", una palabra en latín que designaba a la intersección entre las tres escuelas del aprendizaje. Ellos la utilizaron para explicar su música como una combinación de metalcore, thrash metal y death metal melódico.
A principios de 2003, Trivium entró al estudio para grabar su primera demo de alta calidad. Después de esto consiguieron llamar la atención de la discográfica alemana Lifeforce Records y grabaron el álbum Ember To Inferno. Después de varias formaciones, la banda encontró al guitarrista Corey Beaulieu, un dedicado músico de death metal que añadió nuevas influencias a la banda. En 2004, Paolo Gregoletto se unió a la banda como bajista, reemplazando a Brent Young, antes de su gira con Machine Head. Sintiéndose tan seguro de la banda y de su posición en ella, Gregoletto dejó su otro grupo de thrash metal, Metal Militia, para formar parte de Trivium. La buena acogida de su álbum debut les sirvió para ser reconocidos por Roadrunner Records, y empezaron a escribir canciones para su siguiente trabajo.

### Ascendancy(2004-2006)

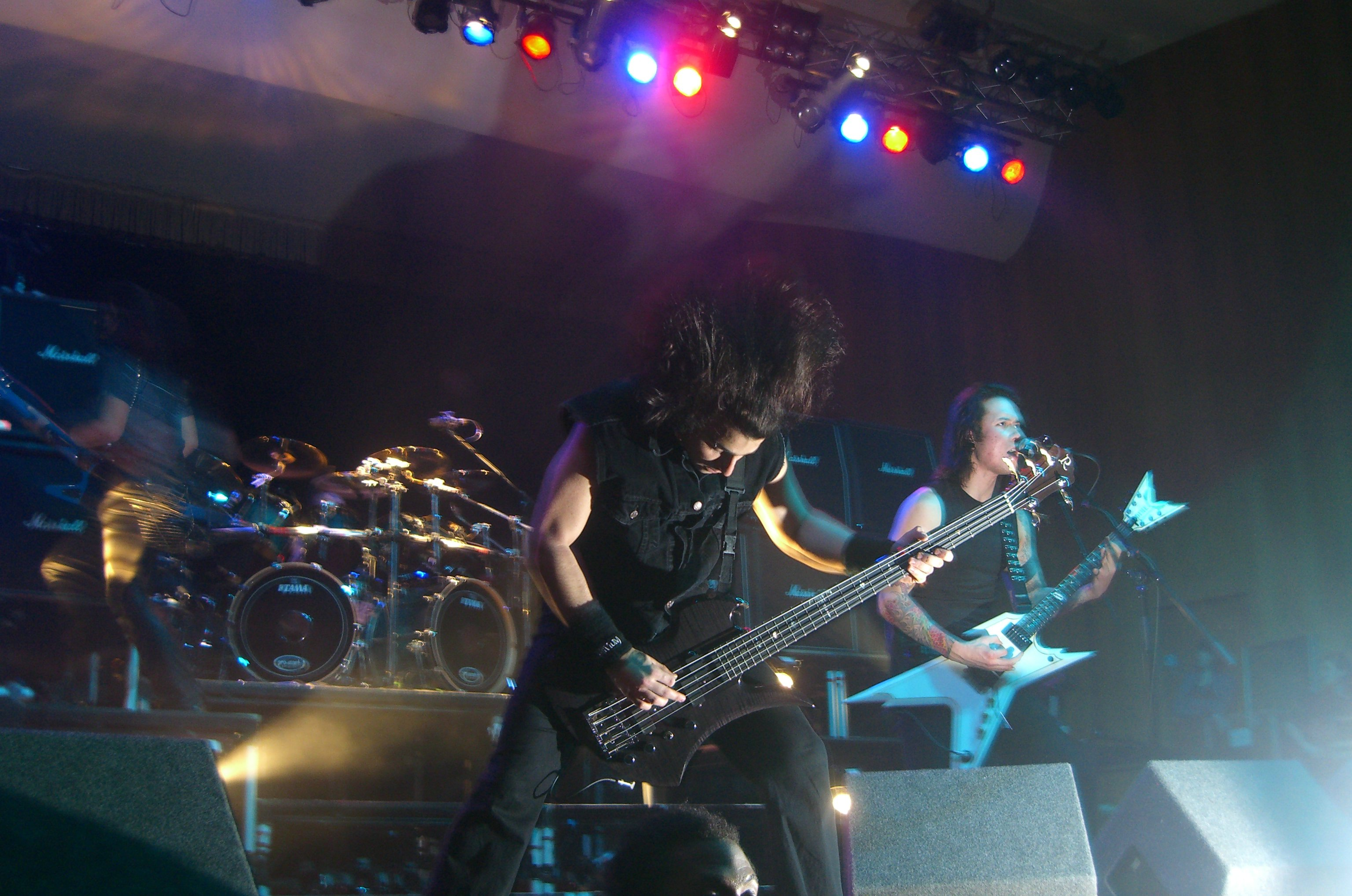
En un concierto en 2006.

Para julio de 2005, la banda ya tenía un 80% del material para Ascendancy escrito y entonado. A continuación, en septiembre entraron a Audiohammer y Morrisound Studios. Ascendancy dejó el sonido de su predecesor y agregó más elementos del heavy metal.
Después, la banda fue a varias giras con Machine Head, Iced Earth, Metallica, Killswitch Engage y Fear Factory. El 22 de marzo de 2005 lanzaron su álbum debut con Roadrunner Records, Ascendancy, mientras que la banda estaba en la gira Roadrage 2005 en los Estados Unidos.
Producido por Heafy y Suecof Jason, el álbum fue lanzado en marzo de 2005. Debutó en el #151 en el Billboard 200 y en el #4 en la tabla de Top Heatseekers.  El revisor de AllMusic, Johnny Loftus, dijo sobre Ascendancy que Trivium son "un cuarteto extremadamente cercano, que es capaz de desatar tanto emocionantes pasajes de doble guitarra e intensos galopes de bombos como pausas melódicas y gritos viciosos de garganta". Rod Smith de la revista Decibel elogió "los ritmos impecablemente articulados de Smith, el trueno contenido del bajista Paolo Gregoletto y, sobre todo, las líquidas guitarras principales gemelas de los guitarristas Heafy y Corey Beaulieu". El álbum fue reconocido también como Álbum del año por la revista Kerrang!. Más tarde, en 2007, la banda recibió por su primer Disco de Oro en el Reino Unido por más de 100.000 ventas.
En 2005, Trivium ha tocado el primer Saturday set en el escenario principal en el Download Festival en Castle Donington, Inglaterra, acreditado por Matt Heafy como el concierto que realmente lanzó a Trivium al escenario mundial.
Se lanzaron sencillos y videoclips para «Like Light to the Flies», «Pull Harder on the Strings of Your Martyr», «A Gunshot to the Head of Trepidation» y «Dying in Your Arms». Los videoclips de estas canciones ganaron rotación en el programa Headbangers Ball en Scuzz TV y MTV2, y «Pull Harder on the Strings of Your Martyr» se ha convertido en una de sus canciones más conocidas y en la canción con la que por lo general cierran sus sets. En apoyo al álbum, Trivium tocó en numerosas giras con artistas de renombre. La banda abrió para Killswitch Engage, Iced Earth, Fear Factory, y Machine Head, que fueron una de las mayores influencias de Matt Heafy. Trivium tocó además en Road Rage 2005, Ozzfest, e hizo una aparición en el Download Festival. Ascendancy fue relanzado en 2006 con cuatro bonus tracks y un DVD que contiene todos los videos musicales de la banda y grabaciones en vivo.

### The Crusade(2006-2007)

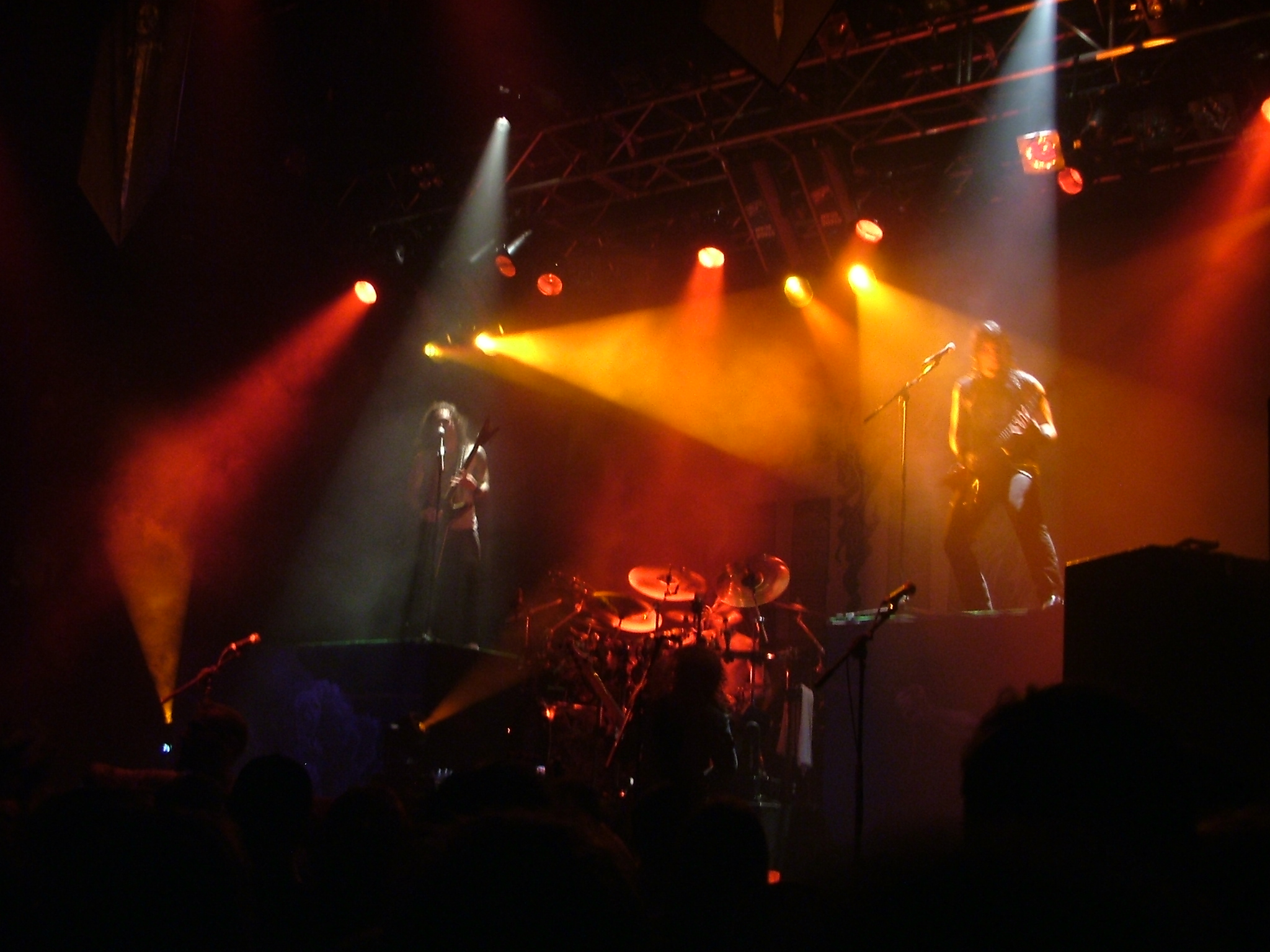
En un concierto en Linz, Austria, en 2007.

El 10 de octubre de 2006 lanzan a la venta su álbum The Crusade bajo el sello de Roadrunner Records, más orientado al thrash metal y heavy metal tradicional. Graban videoclips de las canciones «Anthem (We Are The Fire)», «Entrance of the Conflagration», «The Rising», «To the Rats» y «Becoming The Dragon». 
La banda ganó popularidad en el Reino Unido durante la gira Roadrage 2005 UK, construyendo una buena reputación con revistas como Kerrang! y Metal Hammer. Trivium también hizo una presentación en el Download Festival 2005 en el Reino Unido.
Debutando en el número 25 en el Billboard 200, el álbum vendió más de 32.000 copias en su primera semana de ventas. Fue un éxito, con Don Kaye de Blabbermouth.net indicando que The Crusade es "uno de los mejores lanzamientos de metal del 2006 y muy posiblemente el álbum de música más intensa del año".
La voz de Heafy ha pasado del grito metalcore que apareció en los álbumes anteriores de la banda a un estilo más suave en The Crusade. Este estilo nuevo, junto con la música de la banda de thrash metal, fueron criticados de sonar demasiado parecido a Metallica, que fue una gran influencia en la banda. Heafy comentó sobre el cambio: "Si alguien se pregunta por qué los gritos se han ido es porque a nosotros cuatro no nos gusta ninguna de las bandas actuales que gritar. Se nos preguntó por qué lo estamos haciendo. Esta vez yo quería ser un cantante mejor, porque eso es lo que quería escuchar". Así, bajó los gritos e hizo un montón de entrenamiento y trabajo vocal. 
La banda apoyó el álbum con una gira con Iron Maiden y Metallica, apareciendo en la gira Black Crusade tour con Machine Head, Arch Enemy, DragonForce y Shadows Fall, así como encabezando una gira europea con los teloneros Annihilator y Sanctity e inaugurando el Family Values Tour junto a Korn. Trivium fue nombrado la mejor banda en vivo de 2006 en los premios Metal Hammer.

### Shogun(2008-2009)

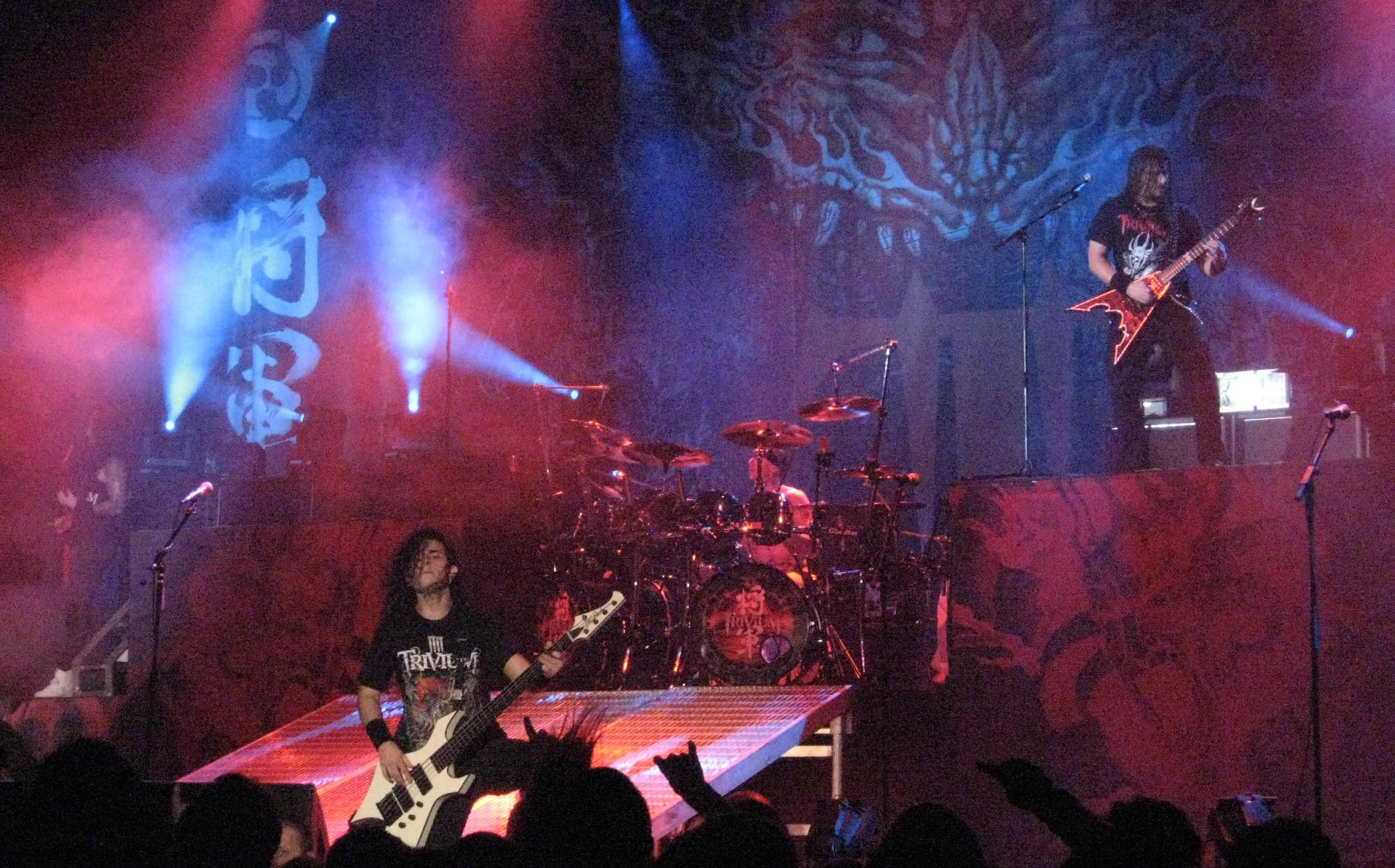
En concierto en el Cardiff International Arena en 2008.

Trivium comenzó a trabajar en un nuevo álbum con el productor Nick Raskulinecz en octubre de 2007. Heafy dijo que quería traer de vuelta los screams que había en Ascendancy. La banda declaró que no querían trabajar con Suecof otra vez porque ya grabaron tres discos con él y querían explorar nuevas ideas. La grabación finalizó en junio de 2008. En una entrevista con la revista británica Metal Hammer en mayo de 2008, Matt Heafy dijo que su nuevo álbum iba a tener "influencias más thrash, con más screams". También dijo a la revista Revolver: "Por primera vez miramos nuestras canciones y no decimos a qué banda se parecen, estamos creando nuestro propio sonido. Realmente estamos creando nuestro propio estilo de música y eso es emocionante". En septiembre de 2008 Trivium lanzó su cuarto álbum, Shogun. El álbum vendió 24 000 copias en los Estados Unidos en su primera semana de lanzamiento, y el debut en el número 23 en el Billboard 200, así como el número 1 en las listas de álbumes de Rock en Reino Unido .
El 14 de agosto, Metal Hammer publicó el siguiente mensaje en su blog, como dice Matt Heafy: "Tenemos algunas cosas no como una banda completa, sino como cada hombre individual tiene tal vez diez o veinte canciones. He hecho unos quince años, pero me he librado de todos, excepto seis, porque seguí los buenos como yo iba adelante, las canciones nuevas que estaba escribiendo era más fuerte y mejor, así que me deshice de los que no fueron tan buenos. Paolo (Gregoletto, bajista) tiene un montón de canciones, como unos veinte años, pero sigue recortando así. Todo el mundo sigue escribiendo tanto como pueden, pero luego recortando los débiles y no preocuparse por tratar de hacer las mejores canciones".
Sin embargo, se confirmó el 7 de noviembre en el Teatro de las Artes de estar en Filadelfia, que la banda "no regresará a Filadelfia por un tiempo ni viajará como mucho" debido a los planes de regresar al estudio de grabación para grabar su quinto álbum a mediados de 2010. El 4 de febrero de 2010, la banda anunció que Travis Smith no estaría más en la banda, y sería sustituido por Nick Augusto. Nick estuvo en las bandas Maruta y Metal Militia, donde tocó junto a Paolo Gregoletto. Aún no se ha aclarado el por qué de la partida de Travis Smith.

### God of War IIIeIn Waves(2010-2012)

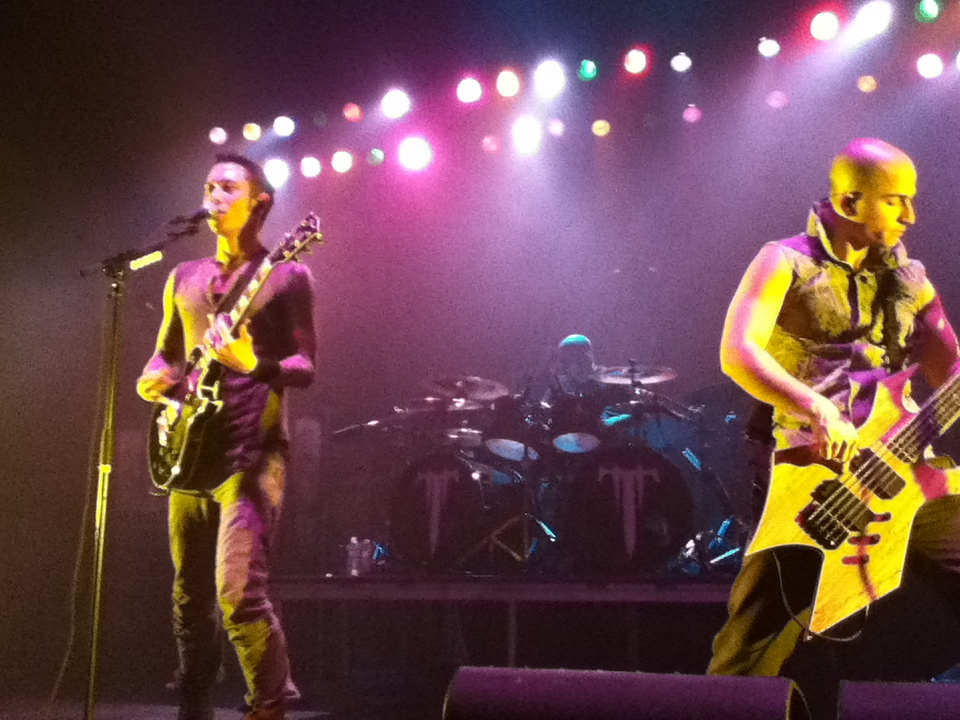
En un concierto en Los Ángeles, Estados Unidos en 2012.

Trivium anunció que una nueva canción fue grabada, llamada «Shattering The Skies Above», que sería exclusiva para el juego God Of War III. La canción sería revelada en el EP incluido junto al "God Of War 3: Ultimate Edition". Matt Heafy aclaró: «Shattering The Skies Above» estará exclusivamente para God of War III, no estará en el próximo disco de Trivium, pero sí le dará a la gente una buena representación de hacia dónde queremos llegar con el nuevo disco. Estamos seguros de que la tocaremos en el Reino Unido, donde terminará la gira en marzo del 2010, así la gente sabrá adónde queremos llegar." «Shattering The Skies Above» fue la primera canción grabada con Nick Augusto en la banda. Trivium también grabó un cover de la canción «Slave New World» de Sepultura.
«Shattering The Skies Above» se lanzó exclusivamente en el Fanclub (TriviumWorld) el 12 de febrero de 2010. La canción contiene blast beats y posee un estilo combinado de los discos Ascendancy y Shogun. La canción salió el 15 de febrero y al día siguiente se publicó «Slave New World». En una entrevista, Heafy dijo: "Todo va increíble, definitivamente nos está preparando para nuestro siguiente álbum, que es lo que hemos estado haciendo y escribiendo. Va a ser y tiene que ser el mejor disco que jamás hayamos hecho. Con todos los discos hemos dicho esto pero este va a ser el definitivo."
El bajista Paolo Gregoletto comentó: "Hemos estado ensayando nuevas canciones completas en pruebas de sonido y esas cosas. Tenemos un montón de ideas y cada año hablamos de cómo queremos que sea el álbum y aún estamos en los escenarios buscando donde creo que va a llegar a ser y ya está empezando a tomar forma. Tenemos toneladas de material escrito, y después de esta gira vamos a tomar un pequeño descanso y después vamos al almacén que es donde ensayamos y escribimos canciones, y vamos a empezar a hacer un demo y esperamos que para el verano vayamos a comenzarlo y en otoño haberlo terminado".
El 21 de mayo salió a la luz una nueva canción llamada «In Waves», que probablemente incluirían en su quinto disco. El 6 de junio Matt Heafy anunció vía Twitter que el nuevo álbum se llama In Waves.

### Vengeance Falls(2013-2015)

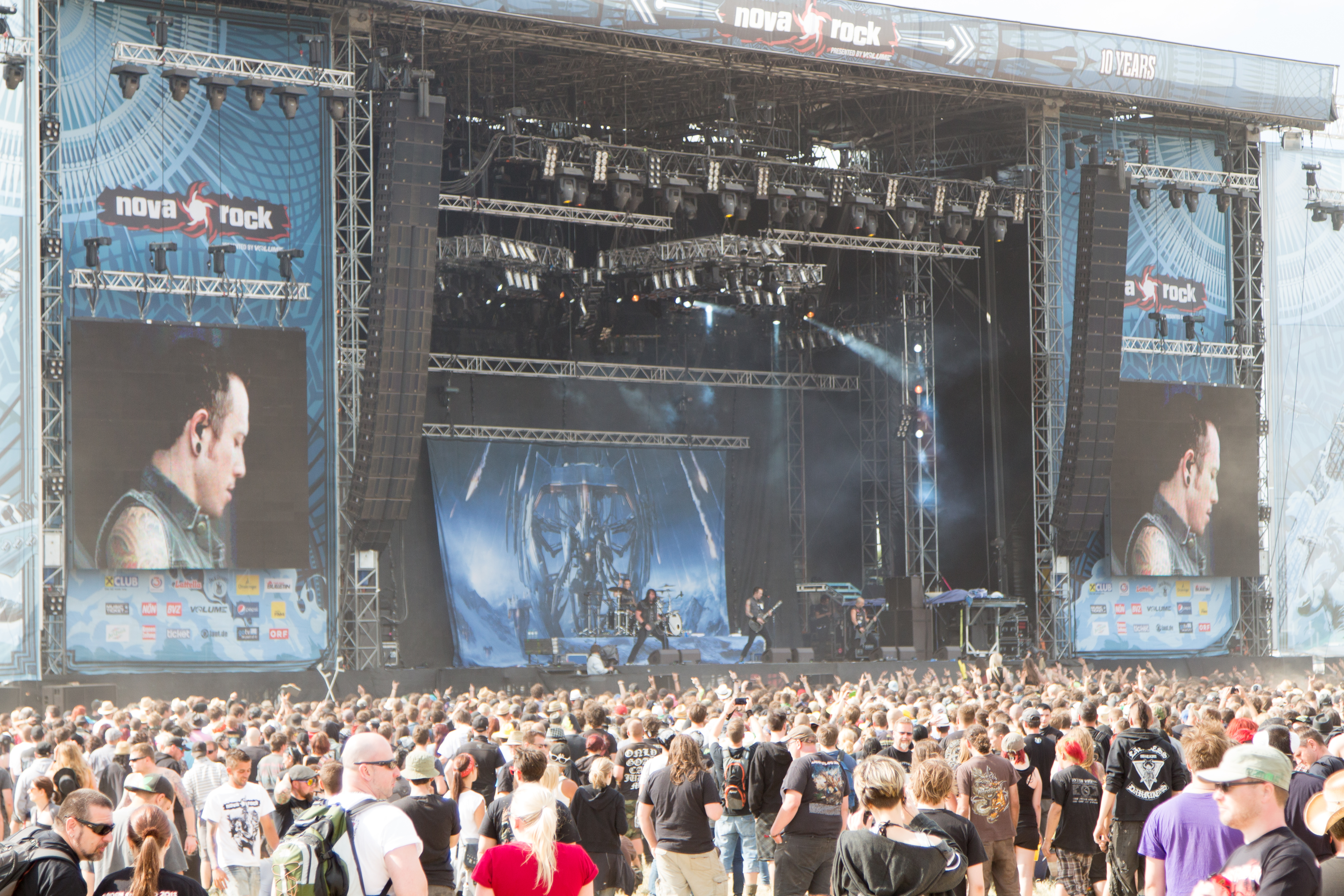
En concierto en Nova Rock en 2014.

La banda realizó una gira del disco In Waves hasta el final del año. Matt declaró que iban a comenzar a grabar un nuevo álbum en febrero de 2013 y que ya tenían alrededor de 13 demos hechas.
El 14 de enero de 2013, Matt anunció a través de Twitter que la banda había entrado en el estudio. Más tarde, se reveló que contrataron a David Draiman, de las bandas de heavy metal de Disturbed y Device, como productor. En una entrevista, David reveló que el título del sexto álbum de Trivium es Vengeance Falls.
El álbum fue producido en un estudio en Austin, Texas y fue mezclado por Colin Richardson, que ha trabajado anteriormente con Fear Factory, Cannibal Corpse, Machine Head, Napalm Death, Slipknot y Bullet for My Valentine.
El 23 de julio de 2013, Trivium anunció un tour con DevilDriver por Estados Unidos, con After the Burial y Sylosis como bandas soporte, que revelaría las primeras canciones del nuevo álbum. El álbum fue lanzado el 15 de octubre de 2013.
El 31 de julio de 2013, la nueva canción «Brave This Storm» fue lanzada para streaming y estuvo disponible para su descarga gratuita. El 23 de agosto de 2013, se anunció que Trivium estaría en el Soundwave Festival de Australia a finales de febrero y principios de marzo de 2014. Grabó un video musical llamado «Strife» con el director Ramón Boutviseth (All That Remains, For Today, Fear Factory), que se puso a disposición para su descarga gratuita a cualquier persona que hubiera pre-comprado Vengeance Falls.
El 8 de octubre de 2013, el álbum se lanzó para streaming en la página oficial de la banda.

### Silence In The Snow(2015-2016)
En otoño del 2014, el guitarrista Corey Beaulieu anunció que la banda estaría trabajando en el siguiente álbum tras Vengeance Falls, y esperaba que el álbum fuera lanzado en 2015
El 17 de julio de 2015 la banda lanzó el sitio "snow.trivium.org" mostrado avances del nuevo álbum, cambiando la foto de perfil de su Facebook por la misma del sitio web, aludiendo a la salida del nuevo álbum.
El 24 de julio de ese mismo año la banda publicó una cuenta regresiva de 6 días en su página web. Una imagen no oficial del 29 de julio sugería que el título del nuevo álbum sería Silence In the Snow acompañado de 3 nuevas canciones: «Silence In The Snow», «Dead And Gone» y «Until The World Is Gone». La imagen sugería también que el álbum sería lanzado el 2 de octubre del 2015. Esta información fue confirmada el 30 de julio con el estreno del video del mismo título una vez que la cuenta regresiva terminó. Al día siguiente fue agregada la lista de canciones y la portada del disco poniéndolo disponible en preventa.
El 7 de agosto lanzó 2 nuevas canciones «Silence in the Snow» y «Blind Leading the Blind» durante su presentación en el Bloodstock Open Air.
El 27 de agosto lanzó el videoclip «Until the World Goes Cold» y el álbum fue lanzado el 2 de octubre.
El 2 de diciembre Trivium relanzó Ember To Inferno con el título Ember To Inferno: Ab Initio. La versión deluxe de lanzamiento incluía 2 discos, el segundo incluye 13 canciones de sus demos antiguas Ruber (Demo Roja),Caeruleus (Demo azul) y Flavus (Demo Amarilla). 
El 5 de diciembre de 2015 durante su presentación en el Knotfest en México, Mat Madiro fue remplazado por Paul Wandtke. La banda lo anunció como miembro oficial 3 días después en su página de Facebook.

### Llegada de Alex Bent yThe Sin And The Sentence(2016-2019)
A finales de 2016, el guitarrista Corey Beaulieu declaró que la banda pasaría la mayor parte de 2017 trabajando en su nuevo álbum. En una entrevista, el bajista Paolo Gregoletto declaró que el nuevo material será más "extremo" y que la banda volverá a presentar voces gritando en el nuevo álbum.  La banda fue anunciada como uno de los estelares en la edición 2017 de Wacken Open Air. A principios de 2017, la banda terminó sus relaciones con Paul Wandtke, lo que llevó a discusiones en la comunidad de fanáticos de Trivium. Corey Beaulieu defendió la decisión de la banda con respecto al cambio de batería en una entrevista. El reemplazo fue Alex Bent, anteriormente de Battlecross, se anunció el 23 de enero. En abril de 2017, Corey Beaulieu declaró que obviamente habrá un nuevo álbum, pero no mencionó la fecha para iniciar la grabación, ya que la banda estaba pasando por un proceso de discusión sobre cuál es la dirección que quieren llevar con el nuevo material.
El 26 de julio de 2017, la banda comenzó a burlarse en su página web con el mensaje "VIII. I.", que indica la fecha "1 de agosto".  El 1 de agosto de 2017, la banda lanzó el nuevo sencillo «The Sin and the Sentence», acompañado de un video musical para su próximo nuevo álbum, cuyo objetivo era ser lanzado más tarde ese año.  Para promocionar el álbum, la banda anunció una gira conjunta en Norteamérica en otoño de 2017 con Arch Enemy, While She Sleeps y Fit for an Autopsy se presentarían también como bandas de soporte .
El 24 de agosto, la banda lanzó el clip del segundo sencillo «The Heart From Your Hate» y reveló la lista de canciones y la fecha de lanzamiento de su nuevo álbum.The Sin and the Sentence se lanzó el 20 de octubre de 2017 y fue recibido positivamente tanto por los fanáticos como por los críticos.
El 25 de octubre del lanzó el videoclip de la canción «Thrown Into the Fire». El 7 de marzo de 2018, el de «Beyond Oblivion» y a inicio de octubre lanzaron «The Wretchedness Inside» siendo con este el álbum con el que más videoclips han lanzado en su carrera.
El 25 de octubre de 2018, Matt Heafy anunció que regresaría a casa a Orlando para estar con su esposa para el nacimiento de sus hijos y, como resultado, se quedaría fuera el resto de la gira norteamericana en curso de Trivium con Light the Torch y Avatar. Anunció que la banda estaría trabajando con Light the Torch y el exvocalista de Killswitch Engage Howard Jones y el líder de Avatar Johannes Eckerström, así como con el músico y personalidad de YouTube Jared Dines para continuar la gira sin él. Dines se haría cargo de las partes de guitarra de Heafy, mientras que Beaulieu, Gregoletto, Jones y Eckerström manejarían las voces. 
La banda recibió una nominación al Grammy por la canción «Betrayer» en la 61.ª Entrega Anual de los Premios Grammy en 2019 por la Mejor Interpretación de metal, pero perdió ante «Electric Messiah» de High on Fire.

### What the Dead Men Sayy la venida del décimo álbum de estudio (2020-2021)
Trivium fue anunciado como un banda de apertura para los shows Megadeth y Lamb of God en su gira de verano 2020 llamada The Metal Tour of the Year. In Flames también se unirá a la gira como apoyo. En febrero de 2020, la banda comenzó a publicar imágenes crípticas y videos posiblemente relacionados con su nuevo álbum en sus páginas de redes sociales. 
El 25 de febrero, la banda publicó un video teaser en sus páginas de redes sociales provocando una nueva canción titulada «Catastrophist», que fue lanzada el 27 de febrero. Al mismo tiempo, la banda anunció su próximo noveno álbum de estudio titulado What the Dead Men Say que se lanzará el 24 de abril de 2020.El 9 de marzo, la banda hizo una vista previa de «IX» y «Scattering the Ashes» en un nuevo tráiler de "Spawn» para Mortal Kombat 11. El 26 de marzo, la banda lanzó su segundo sencillo y título «What the Dead Men Say» y su correspondiente vídeo musical. El 16 de abril, una semana antes del lanzamiento del álbum, la banda lanzó su tercer sencillo «Amongst the Shadows & the Stones». El 22 de abril, la banda lanzó el sencillo final «Bleed Into Me» antes del lanzamiento del álbum junto con su videoclip. 
En junio de 2020, el guitarrista Corey Beaulieu reveló que la banda ya está trabajando en el seguimiento de What the Dead Men Say mientras se encontraba en la cuarentena pandémica COVID-19, diciendo que el material en el que han estado trabajando suena "realmente encabronado".
A inicios de julio la banda anunció que estaría trabajando para dar shows por medio de servicios de stream derivado de la pandemia por el COVID-19.

## Miembros
Miembros actuales
- Matt Heafy - voz (2000-presente), guitarra (1999-presente), coros (1999-2000), bajo (2004)
- Corey Beaulieu - guitarra, coros (2003-presente)
- Paolo Gregoletto - bajo, coros (2004-presente)
- Alex Bent - batería (2017-presente)

Miembros anteriores
- Brad Lewter - bajo, voz (1999-2000)
- Jared Bonaparte - guitarra (1999-2000), bajo (2000-2001)
- Travis Smith - batería (1999-2010)
- Brent Young - guitarra (2000-2001), bajo (2001-2004), coros (2000-2004) (fallecido en 2020)
- Richie Brown - bajo, coros (2001)
- George Moore - guitarra (2003)
- Nick Augusto - batería (2010-2014)
- Mat Madiro - batería (2014-2015)
- Paul Wandtke - batería (2015-2016)

Línea de tiempo

## Discografía
| Fecha de lanzamiento     | Título                     | Discográfica       | Billboard |
| 14 de octubre de 2003    | Ember To Inferno           | Lifeforce Records  | -         |
| 15 de marzo de 2005      | Ascendancy                 | Roadrunner Records | #151      |
| 10 de octubre de 2006    | The Crusade                | Roadrunner Records | #25       |
| 30 de septiembre de 2008 | Shogun                     | Roadrunner Records | #23       |
| 9 de agosto de 2011      | In Waves                   | Roadrunner Records | #13       |
| 9 de octubre de 2013     | Vengeance Falls            | Roadrunner Records | #15       |
| 2 de octubre de 2015     | Silence in the Snow        | Roadrunner Records | #19       |
| 20 de octubre de 2017    | The Sin and the Sentence   | Roadrunner Records | #23       |
| 24 de abril de 2020      | What the Dead Men Say      | Roadrunner Records |           |
| 8 de octubre de 2021     | In the Court of the Dragon | Roadrunner Records | -         |

## Premios y nominaciones
| Año  | Trabajo            | Premio                                            | Resultado |
| 2005 | Ascendancy         | Kerrang! Magazine - Álbum del año                 | Ganador   |
| 2005 | Banda              | Kerrang! Awards - Mejor nueva banda internacional | Ganador   |
| 2005 | Ascendancy         | Kerrang! Awards - Álbum del año                   | Nominado  |
| 2006 | Banda              | Kerrang! Awards - Mejor banda del planeta         | Nominado  |
| 2006 | Banda              | Kerrang! Awards - Mejor banda en directo          | Nominado  |
| 2006 | Dying in Your Arms | Kerrang! Awards - Mejor sencillo                  | Nominado  |
| 2006 | Matt Heafy         | Metal Hammer Golden Gods Awards - The Golden God  | Ganador   |
| 2014 | Banda              | World Music Awards - Mejor banda del mundo        | Nominado  |
| 2014 | Banda              | World Music Awards - Mejor banda en directo       | Nominado  |
| 2014 | Vengeance Falls    | World Music Awards - Mejor álbum del mundo        | Nominado  |
| 2019 | Betrayer           | Premios Grammy 2019 - Mejor interpretación metal  | Nominado  |